# تیم ملی کریکت هند

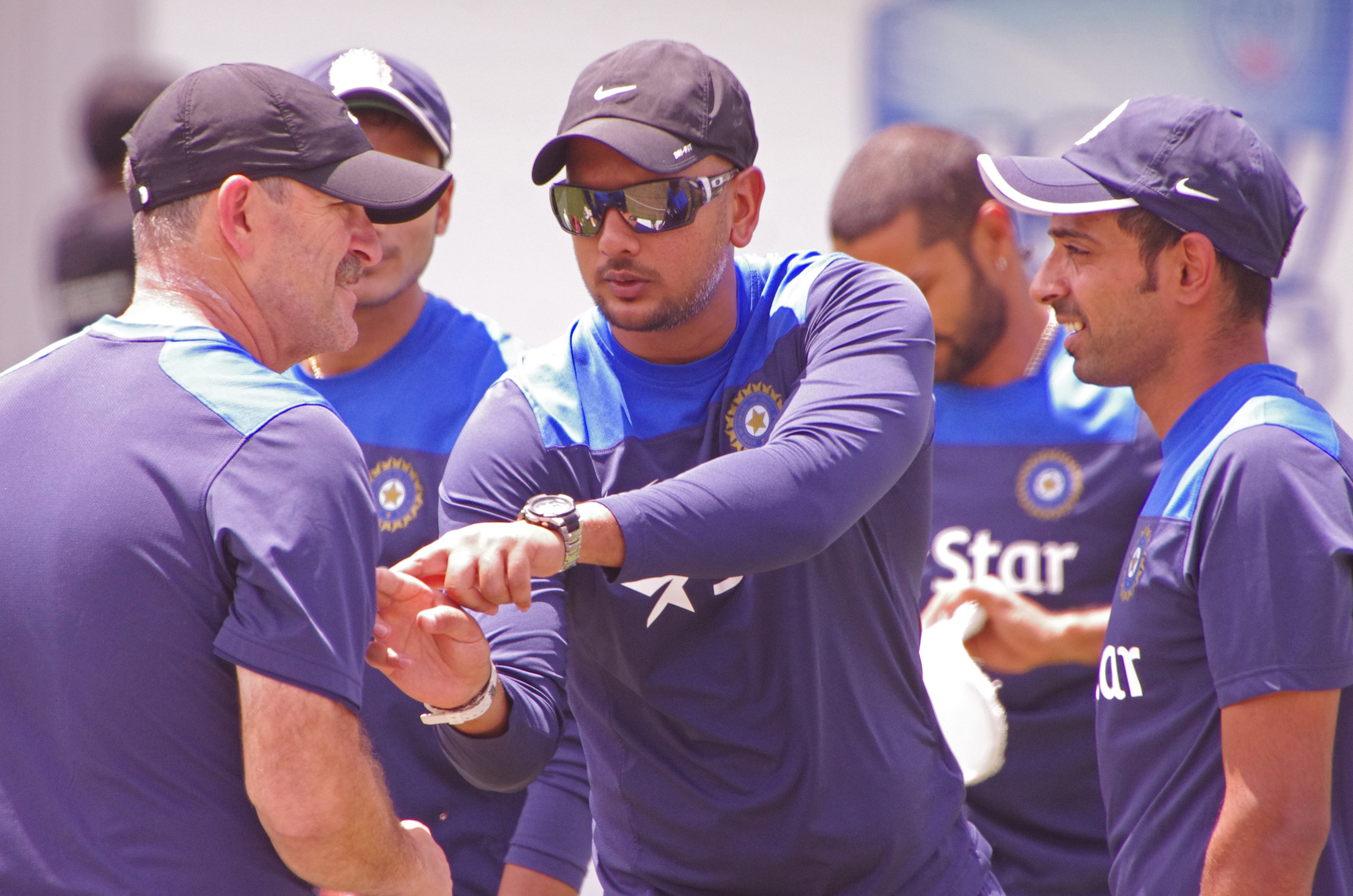
تصویر تیم ملی کریکت هند

تیم ملی کریکت هند (انگلیسی: India national cricket team) یکی از قوی‌ترین تیم‌های کریکت در جهان است که دو بار موفق به قهرمانی در جام جهانی کریکت شده‌است.

## تاریخچه
کریکت در هندوستان در قرن هجدهم میلادی توسط تاجران اروپایی که به هند سفر کرده‌بودند، راه یافت. اولین باشگاه کریکت در هند در سال ۱۷۹۲ در کلکته تأسیس شد، در حالی که تیم هند اولین بازی رسمی بین‌المللی را در سال ۱۹۳۲ در برابر تیم ملی کریکت انگلستان انجام داد و پیروز شد